# الألعاب الإفريقية
الألعاب الإفريقية أو ألعاب عموم إفريقيا تعد أكبر الملتقيات الرياضية في قارة إفريقيا وتقام كل أربع سنوات تحت إشراف رابطة اللجان الأولمبية الوطنية في إفريقيا. كانت فكرة إقامة دورة الألعاب الإفريقية من ابتكار بيير دي كوبيرتان الذي لعب دورا كبيرا في إحياء الحركة الأولمبية بصفته مؤسس دورات الألعاب الأولمبية الحديثة التي بدأت إقامتها في أواخر القرن التاسع عشر.
أول المباريات المفتوحة للقارة الافريقيه بأسرها وقعت بعد اربعين عاما من المقصود.
اقترح بيير دي كوبرتان أولا ان تعقد الألعاب الافريقيه الأولى في الجزائر العاصمة في عام 1925 لكن الألعاب لم تنظم.
بعد أربع سنوات في الإسكندرية، مصر كادت تكتمل الاستعدادات لدورة الألعاب الافريقيه عام 1929 عندما وصل الدول الاستعماريه إلى الغاء الألعاب أسابيع قبل أن تبدأ. شعر المستعمرون الألعاب قد تساعد على توحيد إفريقيا، ومساعدتهم على التخلص من المركز الاستعماري.
الألعاب راكدا لفترة من الزمن حتى الألعاب الإقليمية في غرب إفريقيا مطلع الستينات مهد الطريق لأول ألعاب قاريه ستعقد في يوليو من عام 1965.

## الرياضة
32 رياضة كانت حاضرة في تاريخ الألعاب الإفريقية.
| الرياضة                             | السنوات         |
| ----------------------------------- | --------------- |
| ألعاب القوى                         | since 1965      |
| كرة الريشة ‏                         | since 2003      |
| البيسبول                            | since 1999–2003 |
| كرة السلة                           | since 1965      |
| الملاكمة                            | since 1965      |
| التجديف بالقوارب ‏                   | since 2011      |
| شطرنج                               | since 2003      |
| سباق الدراجات في الألعاب الإفريقية ‏ | since 1965      |
| رياضة الرقص                         | since 2015      |
| غوص                                 | since 1995      |
| الفروسية                            | since 2007      |
| مبارزة بالسيف                       | since 2007      |
| كرة القدم                           | since 1965      |
| Gymnastics                          | since 1991      |
| كرة اليد                            | since 1965      |
| هوكي الحقل                          | since 1987–2003 |
| الجودو                              | since 1965      |

| الرياضة     | السنوات    |
| ----------- | ---------- |
| الكاراتيه   | since 1991 |
| Kickboxing  | since 2007 |
| كرة الشبكة  | since 2003 |
| Rowing      | since 2007 |
| إبحار       | since 2007 |
| اطلاق النار | since 1991 |
| Softball    | since 2015 |
| Squash      | since 2003 |
| السباحة     | since 1965 |
| تنس الطاولة | since 1973 |
| تايكواندو   | since 1987 |
| التنس       | since 1965 |
| Triathlon   | since 2011 |
| كرة الطائرة | since 1965 |
| رفع الاثقال | since 1965 |
| مصارعة      | since 1965 |
|             |            |

## الدورات
| الدورة | السنة | المدينة         | الدولة          | التاريخ                    | أعلى دولة حسب الميداليات  |
| ------ | ----- | --------------- | --------------- | -------------------------- | ------------------------- |
| I      | 1965  | برازافيل        | جمهورية الكونغو | 18 يوليو - 25 يوليو 1965   | الجمهورية العربية المتحدة |
| -      | 1969  | باماكو          | مالي            | ألغيت بسبب انقلاب عسكري    | ألغيت بسبب انقلاب عسكري   |
| II     | 1973  | لاغوس           | نيجيريا         | 7 يناير - 18 يناير 1973    | مصر                       |
| III    | 1978  | الجزائر العاصمة | الجزائر         | 13 يوليو - 28 يوليو 1978   | تونس                      |
| IV     | 1987  | نيروبي          | كينيا           | 1 أغسطس - 12 أغسطس 1987    | مصر                       |
| V      | 1991  | القاهرة         | مصر             | 20 سبتمبر - 1 أكتوبر 1991  | مصر                       |
| VI     | 1995  | هراري           | زيمبابوي        | 13 سبتمبر - 23 سبتمبر 1995 | جنوب إفريقيا              |
| VII    | 1999  | جوهانسبرغ       | جنوب إفريقيا    | 10 سبتمبر - 19 سبتمبر 1999 | جنوب إفريقيا              |
| VIII   | 2003  | أبوجا           | نيجيريا         | 5 أكتوبر - 17 أكتوبر 2003  | مصر                       |
| IX     | 2007  | الجزائر العاصمة | الجزائر         | 11 يوليو - 23 يوليو 2007   | مصر                       |
| X      | 2011  | مابوتو          | موزمبيق         | 7 سبتمبر - 17 سبتمبر 2011  | جنوب إفريقيا              |
| XI     | 2015  | برازافيل        | جمهورية الكونغو | 4 سبتمبر - 19 سبتمبر 2015  | مصر                       |
| XII    | 2019  | الدار البيضاء   | المغرب          | تشرين الاول / اكتوبر 2019  |                           |

## مختلف دورات الألعاب الإفريقية

### الدورة الأولى
وأقيمت الدورة الإفريقية الأولى في برازافيل بالكونغو عام 1965 شارك في الدورة الأولى 2500 رياضي من 30 دولة إفريقية مستقلة وتوج بلقب هذه الدورة بعثة مصر تحت مظلة الجمهورية العربية المتحدة (مصر وسوريا).
تأسس المجلس الأعلى للرياضة في إفريقيا الذي تولى الاشراف على الدورات الإفريقية في العام الثاني مباشرة للدورة الأولى. وتسببت الانقلاب السياسي والمشاكل الداخلية في مالي في إلغاء الدورة الثانية في باماكو عام 1969.

### الدورة الثانية
وحصلت لاجوس بنيجيريا على حق تنظيم الدورة الثانية التي كان مقررا إقامتها عام 1971 بعد إلغاء إقامتها في مالي لكن تم تأجيلها إلى عام 1973 بسبب حرب بيافرا في نيجيريا وفازت مصر مرة أخرى بالدورة.

### الدورة الثالثة
وكان مقررا إقامة الدورة الثالثة عام 1977 في الجزائر ولكنها تأجلت إلى العام التالي لأسباب فنية لتقام عام 1978 وتتوج بها تونس في ظل انسحاب البعثة المصرية التي استدعيت للعودة إلى بلدها بعد اعتداء لاعبي المنتخب الليبي لكرة القدم على نظيره المصري في المباراة بينهما ضمن فعاليات الدورة ومساندة الجماهير الجزائرية للجانب الليبي بينما لم يكن تدخل الشرطة الجزائرية بالقدر الكافي لإيقاف الأمر.ومنذ ذلك التاريخ والعلاقات الرياضية بين الجزائر ومصر في حالة سيئه.
ولم تتوقف التأجيلات والتأخيرات عند هذا الحد حيث كان مقررا إقامة الدورة الرابعة في نيروبي بكينيا عام 1983 ولكنها تأجلت مرتين إلى عام 1985 ثم إلى عام 1987

### الدورة الرابعة
- (كينيا ـ نيروبي 1987)

اقيمت الدورة الإفريقية الرابعة بمدينة نيروبي عاصمة كينيا خلال الفترة من1 الي12 أغسطس عام1987 واستكمال المنشآت الرياضية وراء هذا التأجيل.. وقد اشترك في هذه الدورة 28 دولة إفريقية تنافست في15 لعبة (فردية وجماعية).واعتلت مصر الصدارة برصيد101 ميدالية متنوعة منها47 ذهبية، و28 فضية، و26 برونزية وتلتها في المركز الثاني نيجيريا بفارق ميدالية واحدة وحصلت علي33 ذهبية، و31 فضية، و38 برونزية وجاءت تونس في المركز الثالث.

### الدورة الخامسة
- (القاهرة 1991)

في 20 مايو 1983 استقبل الرئيس حسني مبارك خوان انطونيو سمارانش رئيس اللجنة الأوليمبية الدولية وفي هذا اللقاء وافق الرئيس مبارك علي اقتراح سمارانش باستضافة مصر الدورة الخامسة وفي عام1986 تقدمت مصر رسميا للجمعية العمومية للمجلس الأعلي للرياضة بإفريقيا لاستضافة الدورة بالقاهرة خلال الفترة من20 سبتمبر الي أول أكتوبر1991.
واشترك فيها قرابة 5 آلاف رياضي ورياضية يمثلون46 دولة واشتركت مصر بعدد318 لاعبا ولاعبة تنافسوا في18 مسابقة فردية وجماعية ونجحت جهود ات مصر في اعتلاء عرش الصدارة برصيد188 ميدالية متنوعة 92 ذهب و46 فضة و50 برونز.. وجاءت نيجيريا في المركز الثاني برصيد138 ميدالية والجزائر الثالث برصيد102 ميدالية.

### الدورة السادسة
- (زيمبابوي ـ هراري 1995)

شارك في دورة هراري التي أقيمت خلال الفترة من13 إلى 23 سبتمبر 1995 2 دولة تنافست في 18 لعبة فردية وجماعية.
شاركت فيها جنوب إفريقيا لأول مرة في تاريخ الدورة بعد رفع الحظر عنها دوليا لممارستها سياسة التفرقة العنصرية واعتلت جنوب إفريقيا عرش الصدارة برصيد151 ميدالية منها62 ذهبية و51 فضية و38 برونزية.
وجاءت مصر في المركز الثاني برصيد149 ميدالية منها59 ذهبية و41 فضية و49 برونزية. وجاءت نيجيريا في المركز الثالث والجزائر الرابع

### الدورة السابعة
- (جنوب إفريقيا ـ جوهانسبرغ 1999)

استضافتها في جوهانسبرغ عام 1999 التي اقيمت في الفترة من 10 الي 19 سبتمبر 1999.
حافظت جنوب إفريقيا على لقبها في الدورة السابعة برصيد 184 ميدالية متنوعة منها71 ذهبية و64 فضية و49 برونزية وشاركت 27 دولة في 22 لعبة فردية وجماعية وادرجت اللجنة المنظمة للدورة لعبة التايكوندو ضمن برنامج المسابقات.
وحصلت نيجيرياعلي المركز الثاني برصيد129 ميدالية منها 64 ذهبية 28 فضية 37 برونزية.
و حصلت مصر علي المركز الثالث ولأول مرة في تاريخ الدورة برصيد 160 ميدالية متنوعة منها 54 ذهبية و60 فضية و46 برونزية.

### الدورة الثامنة
- (أبوجا ـ نيجيريا 2003)

اقيمت هذه الدورة الثامنة خلال الفترة من4 الي 31 أكتوبر 2003 في مدينة أبوجا النيجيرية وشاركت فيها قرابة 25 دولة تنافست في22 لعبةـ فردية وجماعية ـ
حصلت مصر على اللقب وحصدت 214 ميدالية (80 ذهبية و62 فضية و72 برونزية).بينما حصلت نيجريا على المركز الثاني حصدت 236 ميدالية (79 ذهبية و90 فضية و65 برونزية)

### الدورة التاسعة
- (الجزائر العاصمة 2007)

توجت مصر بلقب دورة الألعاب الإفريقية التاسعة على حساب الجزائر المستضيفة للبطولة برصيد 199 ميدالية منها 74 ميدالية ذهبية و62 ميدالية فضية و63 ميدالية برونزية.
و حصلت الجزائر ثانيا برصيد 205 ميداليات، منها 70 ميدالية ذهبية و58 ميدالية فضية و 77 ميدالية برونزية وجنوب إفريقيا على المركز الثالث برصيد 180 ميدالية، منها 61 ذهبية و66 فضية و53 برونزية ونيجيريا المركز الرابع برصيد إلى 159 ميدالية، منها 50 ميدالية ذهبية و55 فضية و54 برونزية.

## جدول الميداليات لكل الدورات
| جدول الميداليات لكل الدورات | جدول الميداليات لكل الدورات | جدول الميداليات لكل الدورات | جدول الميداليات لكل الدورات | جدول الميداليات لكل الدورات | جدول الميداليات لكل الدورات | جدول الميداليات لكل الدورات |
| الترتيب                     | البلد                       | ذهب                         | فضة                         | برونز                       | المجموع                     | أول ميدالية                 |
| --------------------------- | --------------------------- | --------------------------- | --------------------------- | --------------------------- | --------------------------- | --------------------------- |
| 1                           | مصر                         | 753                         | 551                         | 523                         | 1827                        | 1965                        |
| 2                           | نيجيريا                     | 517                         | 461                         | 470                         | 1448                        | 1965                        |
| 3                           | جنوب إفريقيا                | 429                         | 393                         | 337                         | 1159                        | 1995                        |
| 4                           | الجزائر                     | 342                         | 353                         | 447                         | 1142                        | 1965                        |
| 5                           | تونس                        | 282                         | 270                         | 316                         | 868                         | 1965                        |
| 6                           | كينيا                       | 142                         | 152                         | 185                         | 479                         | 1965                        |
| 7                           | السنغال                     | 69                          | 78                          | 172                         | 319                         | 1965                        |
| 8                           | غانا                        | 55                          | 83                          | 111                         | 249                         | 1965                        |
| 9                           | إثيوبيا                     | 54                          | 62                          | 80                          | 196                         | 1965                        |
| 10                          | المغرب                      | 48                          | 56                          | 74                          | 178                         | 1973                        |
| 11                          | الكاميرون                   | 20                          | 42                          | 81                          | 143                         | 1965                        |
| 12                          | زيمبابوي                    | 18                          | 26                          | 57                          | 101                         | 1987                        |
| 13                          | أوغندا                      | 17                          | 19                          | 33                          | 69                          | 1965                        |
| 14                          | ساحل العاج                  | 17                          | 18                          | 33                          | 68                          | 1965                        |
| 15                          | مدغشقر                      | 10                          | 15                          | 33                          | 58                          | 1965                        |
| 16                          | أنغولا                      | 9                           | 7                           | 17                          | 33                          | 1987                        |
| 17                          | ليسوتو                      | 8                           | 3                           | 8                           | 19                          | 1991                        |
| 18                          | موريشيوس                    | 6                           | 19                          | 27                          | 52                          | 1987                        |
| 19                          | ليبيا                       | 6                           | 8                           | 16                          | 30                          | 1978                        |
| 20                          | ناميبيا                     | 4                           | 10                          | 15                          | 29                          | 1991                        |
| 21                          | تنزانيا                     | 4                           | 8                           | 10                          | 22                          | 1965                        |
| 22                          | مالي                        | 4                           | 5                           | 7                           | 16                          | 1965                        |
| 23                          | زامبيا                      | 4                           | 4                           | 22                          | 30                          | 1965                        |
| 24                          | الغابون                     | 4                           | 4                           | 19                          | 27                          | 1965                        |
| 25                          | بوتسوانا                    | 4                           | 4                           | 10                          | 18                          | 1991                        |
| 26                          | موزمبيق                     | 4                           | 2                           | 1                           | 7                           | 1987                        |
| 27                          | السودان                     | 3                           | 1                           | 3                           | 7                           | 1973                        |
| 28                          | جمهورية الكونغو الديمقراطية | 2                           | 3                           | 6                           | 11                          | 1965                        |
| 29                          | جمهورية الكونغو             | 1                           | 7                           | 15                          | 23                          | 1965                        |
| 30                          | جمهورية إفريقيا الوسطى      | 1                           | 2                           | 2                           | 5                           | 1991                        |
| 31                          | غينيا                       | 1                           | 2                           | 1                           | 4                           | 1973                        |
| 31                          | سيراليون                    | 1                           | 2                           | 1                           | 4                           | 1991                        |
| 33                          | إسواتيني                    | 1                           | 0                           | 9                           | 10                          | 1973                        |
| 34                          | تشاد                        | 1                           | 0                           | 9                           | 10                          | 1965                        |
| 35                          | الرأس الأخضر                | 1                           | 0                           | 2                           | 3                           | 1999                        |
| 36                          | بوركينا فاسو                | 1                           | 0                           | 1                           | 2                           | 1987                        |
| 37                          | الصومال                     | 1                           | 0                           | 0                           | 1                           | 1973                        |
| 38                          | غينيا بيساو                 | 0                           | 13                          | 18                          | 31                          | 1987                        |
| 39                          | بوركينا فاسو                | 0                           | 3                           | 7                           | 10                          | 1965                        |
| 40                          | توغو                        | 0                           | 2                           | 10                          | 12                          | 1965                        |
| 41                          | النيجر                      | 0                           | 2                           | 6                           | 8                           | 1965                        |
| 42                          | بنين                        | 0                           | 2                           | 3                           | 5                           | 1973                        |
| 43                          | غامبيا                      | 0                           | 2                           | 0                           | 2                           | 1973                        |
| 44                          | رواندا                      | 0                           | 2                           | 0                           | 2                           | 1987                        |
| 45                          | مالاوي                      | 0                           | 0                           | 2                           | 2                           | 1987                        |
| 46                          | غينيا بيساو                 | 0                           | 0                           | 1                           | 1                           | 1999                        |
| 46                          | ساو تومي وبرينسيب           | 0                           | 0                           | 1                           | 1                           | 2003                        |